# Bundesstraße 516
De Bundesstraße 516 (kortweg B516) is een Duitse bundesstraße in de deelstaat Noordrijn-Westfalen. De B516 vormt een verbinding tussen Werl en Wülfte. Bij Werl sluit de B516 aan op de A44.

## Overzicht
Begin: Werl

Einde: Brilon-Wülfte

Districten: Kreis Soest, Hochsauerlandkreis

## Geschiedenis
De Möhnetalstraße werd in 1842 als Chaussee aangelegd, maar pas in de jaren 70 gepromoveerd tot bundesstraße. Het gedeelte tussen Werl en Ense was daarvoor al in het beheer van de bond, en was genummerd als B479.
Het nummer B516 werd in de jaren 70 ingevoerd, nadat het traject van Werl naar Brilon gewijzigd was naar een noordelijker verloop om het doorgaande verkeer om de kernen van de plaatsen aan de noordelijke oever van de Möhnesee te leiden.
B1 · B3 · B7 · B8 · B9 · B10 · B26 · B27 · B35 · B37 · B38 · B39 · B40 · B41 · B42 · B43 · B43a · B44 · B45 · B47 · B48 · B49 · B50 · B51 · B52 · B53 · B54 · B55 · B55a · B56 · B56n · B57 · B58 · B59 · B61 · B62 · B63 · B64 · B65 · B66 · B66n · B67 · B68 · B70 · B80 · B83 · B84 · B219 · B220 · B221 · B223 · B224 · B225 · B226 · B227 · B228 · B229 · B230 · B231 · B233 · B234 · B235 · B236 · B237 · B238 · B239 · B241 · B249 · B250 · B251 · B252 · B253 · B254 · B255 · B256 · B257 · B258 · B259 · B260 · B261 · B262 · B263 · B264 · B265 · B266 · B267 · B268 · B269 · B270 · B271 · B272 · B274 · B275 · B277a · B278 · B279 · B284 · B288 · B323 · B324 · B326 · B327 · B399 · B400 · B403 · B405 · B406 · B407 · B409 · B410 · B411 · B412 · B413 · B414 · B416 · B417 · B418 · B419 · B420 · B421 · B422 · B423 · B424 · B426 · B427 · B428 · B429 · B448 · B449 · B450 · B451 · B452 · B453 · B454 · B455 · B456 · B457 · B458 · B459 · B460 · B469 · B473 · B474 · B475 · B476 · B477 · B478 · B479 · B480 · B481 · B482 · B483 · B484 · B485 · B486 · B487 · B488 · B489 · B499 · B504 · B506 · B507 · B508 · B509 · B510 · B511 · B513 · B514 · B515 · B516 · B517 · B519 · B520 · B521 · B525 · B528 · B611